# Jacob Trenskow
Jacob Bennedsen Trenskow, född 26 november 2000, är en dansk fotbollsspelare (anfallare) som representerar SC Heerenveen.
Trenskow kom fram i Aarhus GF ungdomslag, och gick 2020 till AC Horsens. Han spelade år 2021 i färöiska NSÍ Runavík innan han 2022 återvände till Danmark och HB Køge. Efter en och en halv säsong där värvades han sommaren 2023 till Kalmar FF. Efter 33 allsvenska matcher (5 mål) med Kalmar gick han sommaren 2024 vidare till nederländska SC Heerenveen.